# Jacques Monty Mbougou
Jacques Cedric Monty Mbougou (ur. 13 lutego 1994) – kameruński zapaśnik walczący w stylu wolnym. Zajął siódme miejsce na igrzyskach afrykańskich w 2023. Piąty na mistrzostwach Afryki w 2024. Brązowy medalista igrzysk frankofońskich w 2023 roku. 